# Adolf Berg
Adolf Berg (ur. 1897, data śmierci nieznana) – zbrodniarz nazistowski, członek załogi niemieckiego obozu koncentracyjnego Mauthausen-Gusen i SS-Unterscharführer.
Z zawodu robotnik. Członek Waffen-SS. 26 sierpnia 1939 rozpoczął służbę w Wehrmachcie, którą zakończył w lutym 1944. Wówczas został skierowany do służby w Gusen II, gdzie sprawował funkcję kierownika komanda więźniarskiego i dowódcy oddziału wartowniczego. Pozostał tu do kwietnia 1945.
Został osądzony w procesie załogi Mauthausen-Gusen (US vs. Adolf Berg i inni) i skazany na karę 7 lat pozbawienia wolności za maltretowanie więźniów.